# Sergi López Segú
Sergi López Segú (* 6. Oktober 1967 in Granollers; † 4. November 2006 ebenda), auch bekannt als Sergi, war ein spanischer Fußballspieler.
Sein Bruder Gerard ist ebenfalls Fußballspieler.

## Karriere
Sergi spielt bereits seit seiner Jugend für den FC Barcelona. Sein Profidebüt absolvierte er am 31. Januar 1988 beim 1:1 gegen UD Las Palmas. Mit Barcelona wurde er 1991 spanischer Meister, gewann 1988 und 1990 den spanischen Pokal sowie 1989 den Europapokal der Pokalsieger. 1991 wechselte er zu RCD Mallorca. Von 1992 bis 1995 war er für Real Saragossa aktiv, wo er erneut den spanischen Pokal und den Europapokal der Pokalsieger gewann. 1995 musste er seine Fußballschuhe im Alter von erst 27 Jahren an den Nagel hängen. Insgesamt bestritt Sergi 71 Erstligaeinsätze.
Nach seiner Fußballkarriere zog Sergi nach Argentinien, wo er heiratete und seine Frau ihm seinen Sohn gebar. Später zerbrach die Ehe und in Verbindung mit seinem frühen Karriereende wurde Sergi depressiv. Am 4. November 2006 beendete Sergi sein Leben selbst, indem er sich in Granollers nahe Barcelona vor einen Eisenbahnzug warf.

## Erfolge
- Europapokal der Pokalsieger: 1989, 1995
- Spanische Meisterschaft: 1991
- Copa del Rey: 1988, 1990, 1994